# Генрієтта Катерина Оранська
Генрієтта Катерина Оранська (нід. Henriëtte Catharina van Oranje, 10 лютого 1637 — 3 листопада 1708) — нідерландська принцеса з Оранської династії, донька штатгальтера Голландії Фредеріка Генріка Оранського та принцеси Амалії Сольмс-Браунфельської, дружина князя Ангальт-Дессау Йоганна Георга II, матір князя Леопольда I. Регентка Ангальт-Дессауського князівства у 1693—1698 роках.

## Біографія
Генрієтта Катерина народилась 10 лютого 1637 року в Гаазі. Вона була сьомою дитиною та шостою донькою в родині штатгальтера Голландії, Зеландії, Утрехта, Гельдерна й Оверейссела Фредеріка Генріка Оранського та його дружини Амалії Сольмс-Браунфельської. Мала старшого брата Вільгельма та сестер Луїзу Генрієтту, Єлизавету Шарлотту та Альбертіну Агнесу. Інші сестри померли до її народження. За п'ять років у неї з'явилася молодша сестра Марія.
В дитячому віці була заручена зі Східнофрисландським принцом Енно Людвігом. Згодом заручини були розірвані за її ініціативою.
Матір зробила двір у Гаазі європейським центром мистецтв, також активно займалася політикою. Батько помер, коли Генрієтті Катаріні було десять. Брат, який став королем після нього, помер за три роки від віспи, і матір знову повернулася до влади як одна з регентів країни, хоча фактично правила одноосібно. Руки Генрієтти Катерини просив король Великої Британії у вигнанні Карл II, однак Амалія у 1658 році влаштувала шлюб доньки зі спадкоємним принцом Ангальт-Дессау. Незважаючи на це, дівчина все життя зберігала листи від Карла.
У 22 роки принцеса стала дружиною 31-річного спадкоємного принца Ангальт-Дессау Йоганна Георга, єдиного сина правлячого князя Йоганна Казимира. Шлюбний контракт було підписано 7 грудня 1658 року в Гаазі. Вінчання пройшло 9 вересня 1659 у Гронінгені. Посагом Генрієтта Катерина отримала 30 000 голандських гульденів. Також було оговорено, що її свита становитиме 20 осіб. Це відразу виявило фінансову нерівність пари, що зрештою пояснювалось, розоренням Німеччини Тридцятилітньою війною. За рік Генрієтта Катерина народила первістка й через тиждень її чоловік став правителем князівства. Тоді ж він дарував дружині селище Нішвіц. Новонароджена дівчинка, втім, скоро померла. Всього ж у пари було десятеро дітей, шестеро з яких досягли дорослого віку. Перші роки подружнього життя пройшли у Берліні.

У 1673 році Генрієтта Катерина в пам'ять про свою батьківщину перейменувала Нішвіц в Оранієнбаум. Від 1683 року там почалося будівництво палацу та парка. Палац певний час грав роль літньої резиденції сімейства.

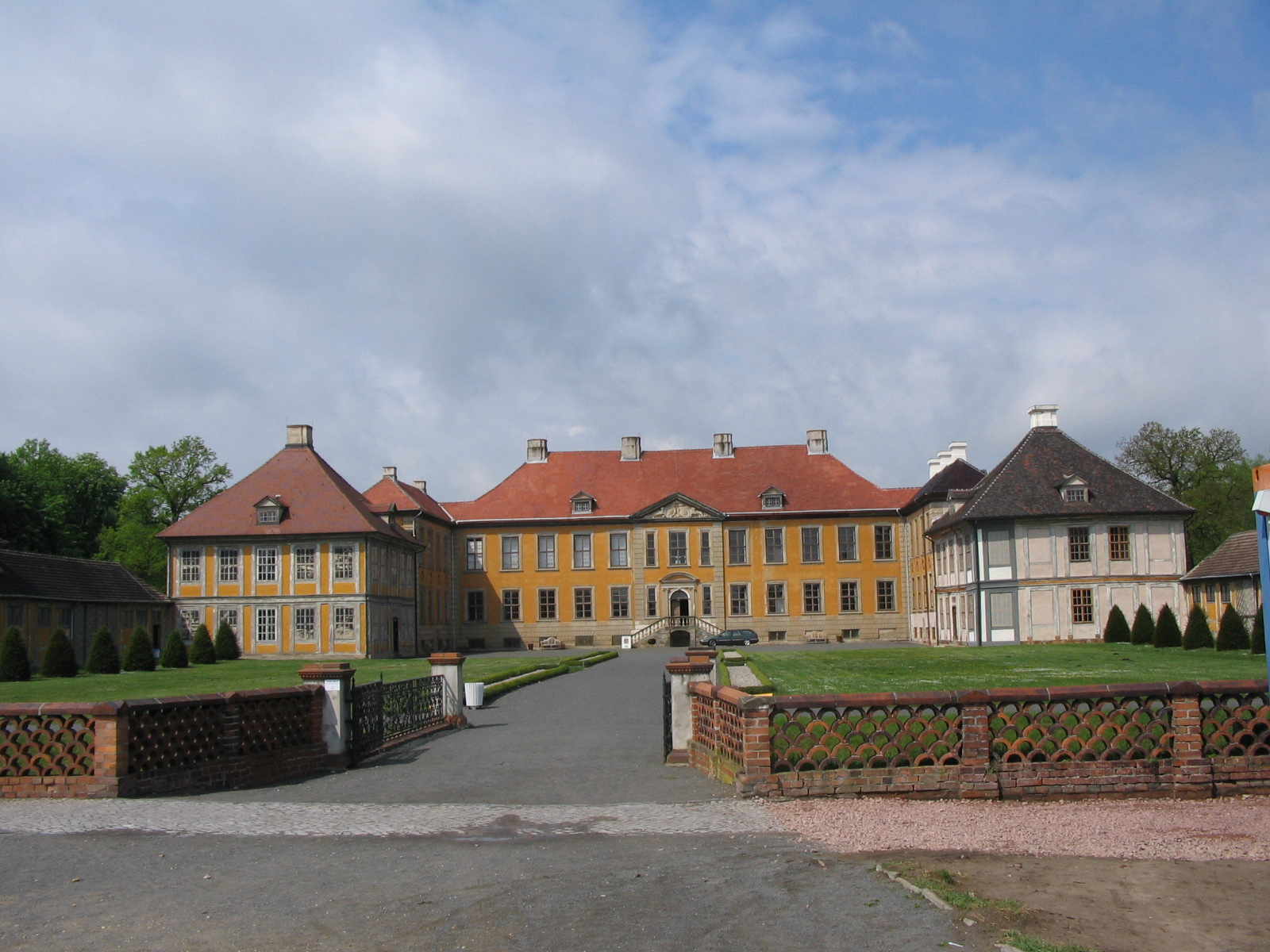
Палац Оранієнбаум

В житті князівства брала активну участь. Розвитку країни сприяли не лише її статки, але й культурний рівень. За часів їхнього з чоловіком правління  було впроваджене будівництво дамб, запущений завод з виробництва скла, в сільському господарстві почали розводити тютюн. З Голландії до князівства прибули ремісники, фермери та художники, що впроваджували нові методи своєї справи.
У 1693 році Йоганн Георг помер. До 1698 року Генрієтта Катаріна виконувала функції регентки при їхньому синові та всіляко намагалася завадити його шлюбу з донькою аптекаря Фозе, в яку той був закоханий. Вона відправила юнака у турне Європою, однак зусилля виявилися марними і, ставши повнолітнім, Леопольд одружився зі своєю обраницею. 
Під час регентства княгиня заснувала притулок для дітей та жінок, запровадила правила для юристів та систему опіки над дітьми-сиротами. Після передачі повноважень зайнялася перебудовою палацу в Оранієнбаумі, яка була завершена у 1702 році. Мешкала там до кінця життя.
Померла 3 листопада 1708 року. Похована в Дессау.

## Родина

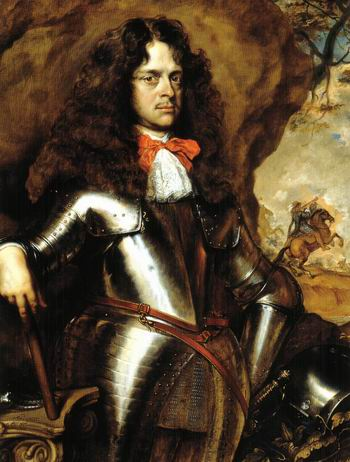
Йоганн Георг Ангальт-Дессау

Чоловік — Йоганн Георг, князь Ангальт-Дессауський
Діти:
- Амалія Людовіка (1660) — прожила 2 місяці;
- Генрієтта Амалія (1662) — прожила 3 тижні;
- Фрідріх Казимир (1663—1665) — прожив півтора року;
- Єлизавета Альбертіна  (1665—1706) — дружина герцога Саксен-Вайзенфельс-Барбі Генріха, мала п'ятеро дітей, що не залишили нащадків;
- Генрієтта Амалія (1666—1726) — дружина князя Нассау-Діца Генрика Казимира II, мала дев'ятеро дітей;
- Луїза Софія (1667—1678) — прожила 10 років;
- Марія Елеонора (1671—1756) — дружина 7-го Несвизького ордината Єжи Юзефа Радзивілла, мала єдину доньку;
- Генрієтта Агнеса (1674—1729) — одружена не була, дітей не мала;
- Леопольд (1676—1747) — наступний князь Ангальт-Дессау у 1693—1747 роках, був одружений з Анною Луїзою Фьозе, мав десятеро законних дітей та двох позашлюбних;
- Йоганна Шарлотта (1682—1750) — дружина маркграфа Бранденбург-Шведського Філіпа Вільгельма, мала шестеро дітей.